# Elinor Goldschmied
Elinor Violet Sinnott Goldschmied (Gloucester, 15 de desembre de 1910 - Londres, 27 de febrer de 2009) fou una educadora i pedagoga britànica. Els seus estudis i recerques varen contribuir a formar l'estructura moderna de la psicopedagogia i alguns dels treballs pràctics aplicats actualment en l'educació infantil.
Un dels seus treballs més coneguts i admirats fou la presentació del joc heurístic «la panera dels tresors», descrit per primer cop l'any 1994 en el llibre People Under Three.

## Biografia

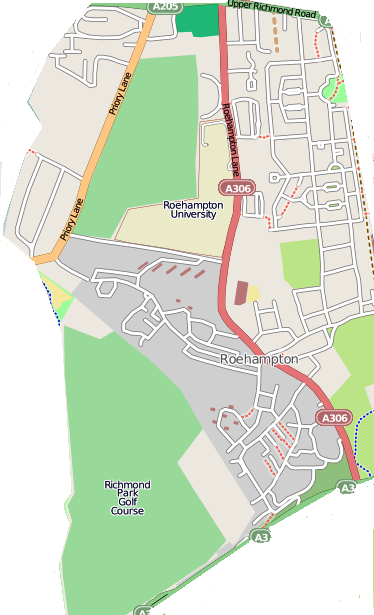
Mapa de Roehampton. Elinor es va graduar al Froebel College, que actualment forma part de la Universitat de Roehampton.

Elinor Sinnott nasqué l'any 1910 a Gloucester (Gloucestershire, Regne Unit). Fou la quarta d'una família rural amb set fills (cinc noies i dos nois). Aquest fet de pertànyer a una família nombrosa la va preparar per a la convivència amb grups nombrosos i a adonar-se de la gran importància de estar units i passar-ho bé tots junts.
Quan era adolescent es va interessar en el teatre però, en acabar els seus estudis a la High School Clifton de Bristol i aconseguir un diploma de mestra de primària a Darlington, es dedicà a l'educació dels infants.
Interessada en Anton Txékhov i en agrupacions com el Bauhaus Group i Yost Ballet, va continuar els seus estudis al Department de Salud Mental de la London School of Economics. Allí rebé una beca d'estudis i la titulació d'assistent social en psiquiatria. L'any 1937 a Londres va conèixer Guido Goldschmied, un refugiat polític jueu d'origen bavarès i nacionalitat alemanya. Tots dos es casaren l'any 1941, després de la deportació al Canadà de Goldshmied. En aquest període Elinor va iniciar els seus estudis sobre educació infantil, inspirada per experts en el tema com Anna Freud, Susas Isaacs i Donald Winicott.
El 1940, a Bradford, Elinor va començar a treballar com a responsable d'una guarderia de nens refugiats (2-4 anys) molt problemàtics. En poques setmanes els infants milloraren el seu comportament responent als nous vincles afectius que abans no existien. Aquesta experiència la va motivar en la creació d'una guarderia cooperativa a Primrose Hill, el 1945.
L'any 1946, juntament amb el seu marit Guido i el seu fill Marco, es va desplaçar a Trieste (ocupada pels aliats). Allí donava classes d'anglès. L'any 1948 la família se’n va a viure a Milà. En aquesta època va conèixer Elda Scarzella, que havia fundat un centre d'acolliment de mares solteres (a vegades menors i amb infants petits). Aquest centre s'allotjava en barracons prefabricats, al jardí del palau Sormani.